# Blue Thunder (televisieserie)
Blue Thunder is een Amerikaanse televisieserie, gebaseerd op de gelijknamige film, die door ABC uitgezonden werd van 6 januari tot 16 april 1984.
De serie werd na 11 afleveringen weer afgevoerd wegens tegenvallende kijkcijfers.

## Verhaal
De serie draait rond de tactische helikopter "Blue Thunder" die door APEX, een fictieve federale overheidsinstatie, uitgeleend is aan de politie van Los Angeles voor gebruik tegen criminele bendes en veiligheidsbedreigingen. APEX staat in voor het onderhoud van de helikopter en wijst af en toe ook missies toe. Het Blue Thunder-team bestaat uit vier LAPD-politiemannen: piloot Frank Chaney, boordwerktuigkundige Clinton "JAFO" Wonderlove en agenten Lyman "Bubba" Kelsey en Richard "Ski" Butowski die beiden deel uitmaken van het "Rolling Thunder" grondpersoneel.

## Rolverdeling
| Acteur          | Personage                 |
| --------------- | ------------------------- |
| James Farentino | Frank Chaney              |
| Dana Carvey     | Clinton "JAFO" Wonderlove |
| Sandy McPeak    | Ed Braddock               |
| Bubba Smith     | Lyman "Bubba" Kelsey      |
| Dick Butkus     | Richard "Ski" Butowski    |
| Ann Cooper      | J.J. Douglas              |

## Afleveringen
1. Second Thunder
2. A Clear and Present Danger
3. Arms Race
4. Revenge in the Sky
5. Trojan Horse
6. Skydiver
7. Clipped Wings
8. Payload
9. The Long Flight
10. The Godchild
11. The Island